# 罗国瑞

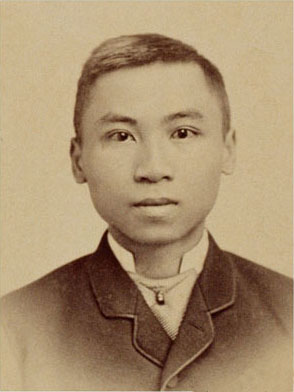
青年罗国瑞

罗国瑞（1861年—？），字嶽生，广东博罗人。中国土木工程师。他曾任浙江铁路总工程司，由此成为中国历史上第二位任铁路总工程师的人（第一位是詹天佑）。

## 生平

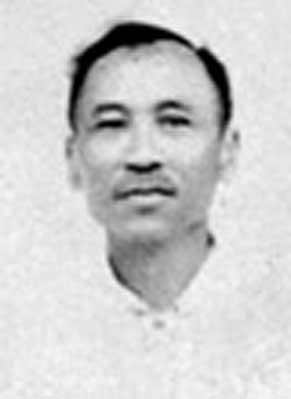
中年罗国瑞

罗国瑞的父亲是基督教徒，长期在香港传教。1872年罗国瑞作为首批中国留美幼童赴美国。后来他于美国得乐埠伦斯勒理工学院（Rensselaer Polytechnic Institute, Troy, NY）肄业。回到中国后，他曾任测量师、教员、验矿师、译员，曾历任江南海关道署洋务差总管，安南两广勘界事宜专管。1896年，他任汉阳铁厂译员。1898年，他参与了粤汉铁路勘路工作。1899年到1903年，他任萍醴铁路副工程师，常驻萍乡，参与该铁路的设计。1903年时，他已经担任全国铁路审查委员会主任。此后他应聘为浙江铁路总工程司，负责修建浙江省第一条铁路——江墅铁路（江干闸口至湖墅拱宸桥），1906年辞职。1906年滇蜀铁路准备修筑，滇蜀铁路公司聘请罗国瑞任总工程司，但他未接受。他曾勘查了吉长铁路，并在1907年指出日本工程师在吉长铁路勘路中虚报造价，为清政府挽回了损失。1908年，筹建津浦铁路时，成立津浦铁路总公所，他任津浦铁路南段总办，任职期间他抵制了英国总工程师的越权行为，坚持了中方的相关自主权。后来他被免职。1910年他负责滇桂铁路勘路工作，后因辛亥革命爆发，滇桂铁路停建。
中华民国成立后，他曾任邮电部路务议员，交通部技正、技监等职务。1914年交通部设立路电材料研究会，技监罗国瑞任会长。1916年他被交通部停职，遂在平政院控告交通部。后来他在上海逝世。